# 湄洋陈氏祖墓群
湄洋陈氏祖墓群，是位于中国福建省宁德市柘荣县城郊乡湄洋村西北侧的一个古墓葬群，2011年7月入选第八批柘荣县文物保护单位。
湄洋陈氏祖墓群是当地颍川郡望的数位陈氏宗人墓葬，始建年代待考，现存墓葬最早为元朝时期的石构建筑，并重修于民国13年（1924年），坐东南朝西北，单体为风字形，整体则呈品字形，通面阔17.66米，进深23.73米，占地419.1平方米。该墓地和袁天禄墓毗邻。